# Arrens-Marsous
Arrens-Marsous (okzitanisch Arrens-Marçós) ist eine französische Gemeinde mit 696 Einwohnern (Stand 1. Januar 2022) im Département Hautes-Pyrénées in der Region Okzitanien; sie gehört zum Arrondissement Argelès-Gazost und zum Kanton La Vallée des Gaves. Die Bewohner nennen sich Arrensois(es).

## Lage
Arrens-Marsous ist die westlichste Gemeinde des Départements Hautes-Pyrénées. Sie liegt rund 39 Kilometer (Luftlinie) südwestlich von Tarbes an der Grenze zum Département Pyrénées-Atlantiques und zu Spanien. Der Fluss Gave d’Azun durchquert die Gemeinde, die teilweise im Nationalpark Pyrenäen liegt. Höchster Punkt der Gemeinde ist die Bergspitze des Pic du Balaïtous (3144 m. ü. M.) an der Grenze zu Spanien. Mehrere natürliche Seen und Stauseen befinden sich auf Gemeindegebiet, darunter der 48 Hektar große Lac de Migouélou auf 2278 Metern.
Die Gemeinde besteht aus den Dörfern Arrens und Marsous, den Weilern (hameaux) Artoeys, Bascou und Escaillère sowie zahlreichen Einzelgehöften.
Nachbargemeinden sind Ferrières im Norden, Aucun im Nordosten, Estaing im Südosten, Sallent de Gállego (Spanien) im Süden, Laruns (im Département Pyrénées-Atlantiques) im Südwesten, Eaux-Bonnes und Béost (beide ebenfalls im Département Pyrénées-Atlantiques) im Westen sowie Arbéost im Nordwesten.

## Geschichte
Eine erste namentliche Erwähnung erfuhren Arrens um 1069 und Marsous als Marcaos im Kopialbuch von Saint-Savin. Im frühen Mittelalter wechselte die Herrschaft häufig (Westgoten, Basken, Franken, Sarazenen). Danach war der Ort jahrhundertelang unter der Herrschaft des Königreichs Aquitanien respektive des Herzogtums Gascogne. Von 900 bis 1609 gab es eine Grafschaft Bigorre innerhalb der vorgenannten Gebiete. Im Hundertjährigen Krieg war Arrens-Marsous manchmal unter englischer, manchmal unter französischer Herrschaft. Von 1425 bis 1609 gehörte der Ort als Teil der Grafschaft Bigorre zur nur lose mit Frankreich verbundenen Grafschaft Foix. Weil der letzte Herrscher dieser Grafschaft, König Heinrich II. aus dem Hause Bourbon, 1589 den Thron von Frankreich (als Heinrich IV.) bestieg, waren die Orte der Region 1609 bis 1789 Krondomäne. Die Gemeinde gehörte von 1793 bis 1801 zum District Argelès. Zudem war sie von 1793 bis 2015 Teil des Kantons Aucun. Mit Ausnahme der Jahre 1926 bis 1942 (Arrondissement Bagnères) war Arrens-Marsous seit 1801 Teil des Arrondissements Argelès-Gazost. Die Gemeinde ist Teil der historischen Landschaft Lavedan (auch Pays des Sept Vallées genannt). 1972 vereinigten sich Arrens (1968:556 Einwohner) und Marsous (1968:226 Einwohner) zur neuen Gemeinde Arrens-Marsous.

### Bevölkerungsentwicklung
| Jahr                       | 1962 | 1968 | 1975 | 1982 | 1990 | 1999 | 2006 | 2012 | 2020 |
| Einwohner                  | 927  | 782  | 726  | 711  | 721  | 697  | 763  | 723  | 687  |
| Quellen: Cassini und INSEE |      |      |      |      |      |      |      |      |      |

Die Einwohnerzahlen ab 1962 beziehen sich auf die heutige Gemeinde Arrens-Marsous (bis 1972 zwei Gemeinden). Die Zahl der Bewohner ist seit 1793 gesunken.

## Sehenswürdigkeiten
- Kirche Saint-Pierre in Arrens; älteste Teile aus dem Jahr 1200; teilweise seit 1941/1989 Monument historique[1]
- Kirche Saint-Martin in Marsous; erbaut zwischen 1750 und 1757
- Kapelle Notre-Dame mit der Statue Vierge de Bagnadé in Pouey-Laün (erbaut um 1350); Pilgerkirche auf dem Jakobsweg; teilweise seit 1954 Monument historique[2]
- Kapelle Saint-Roch aus dem Jahr 1753
- zwei Wegkreuze

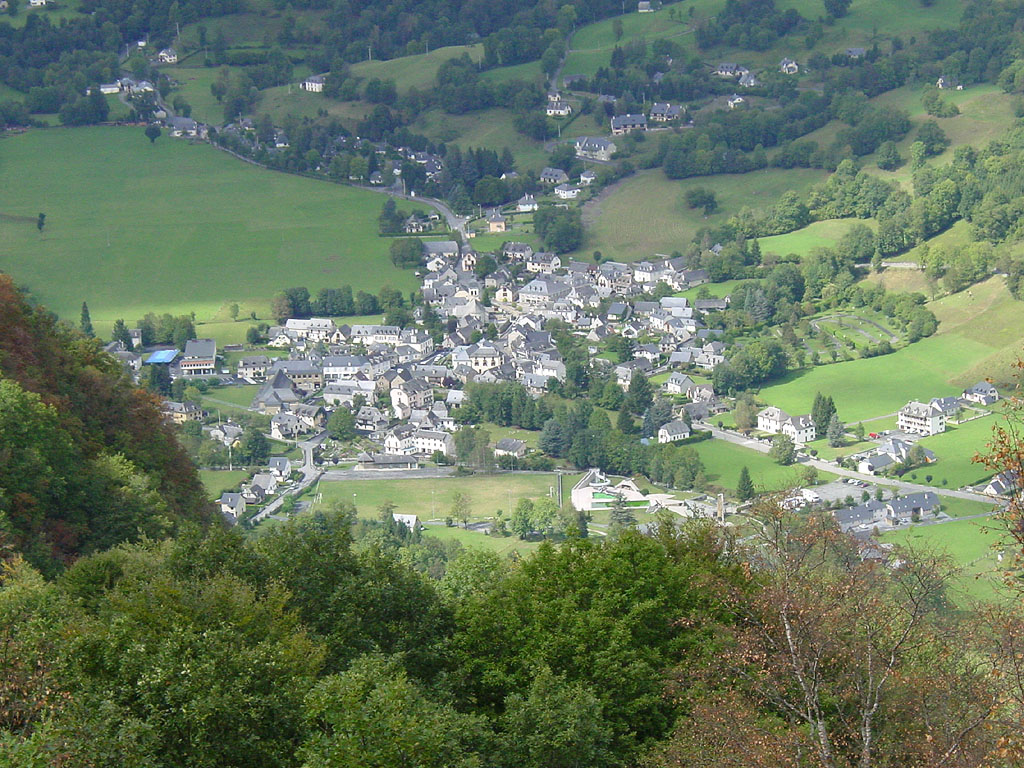
Blick auf Arrens
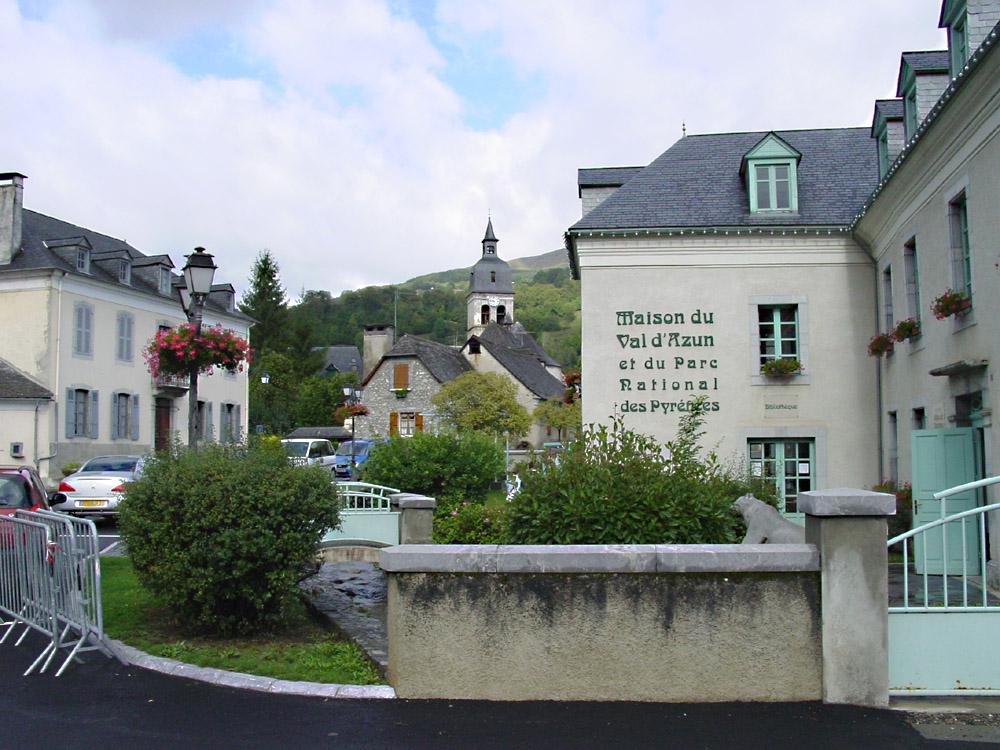
Zentrum von Arrens
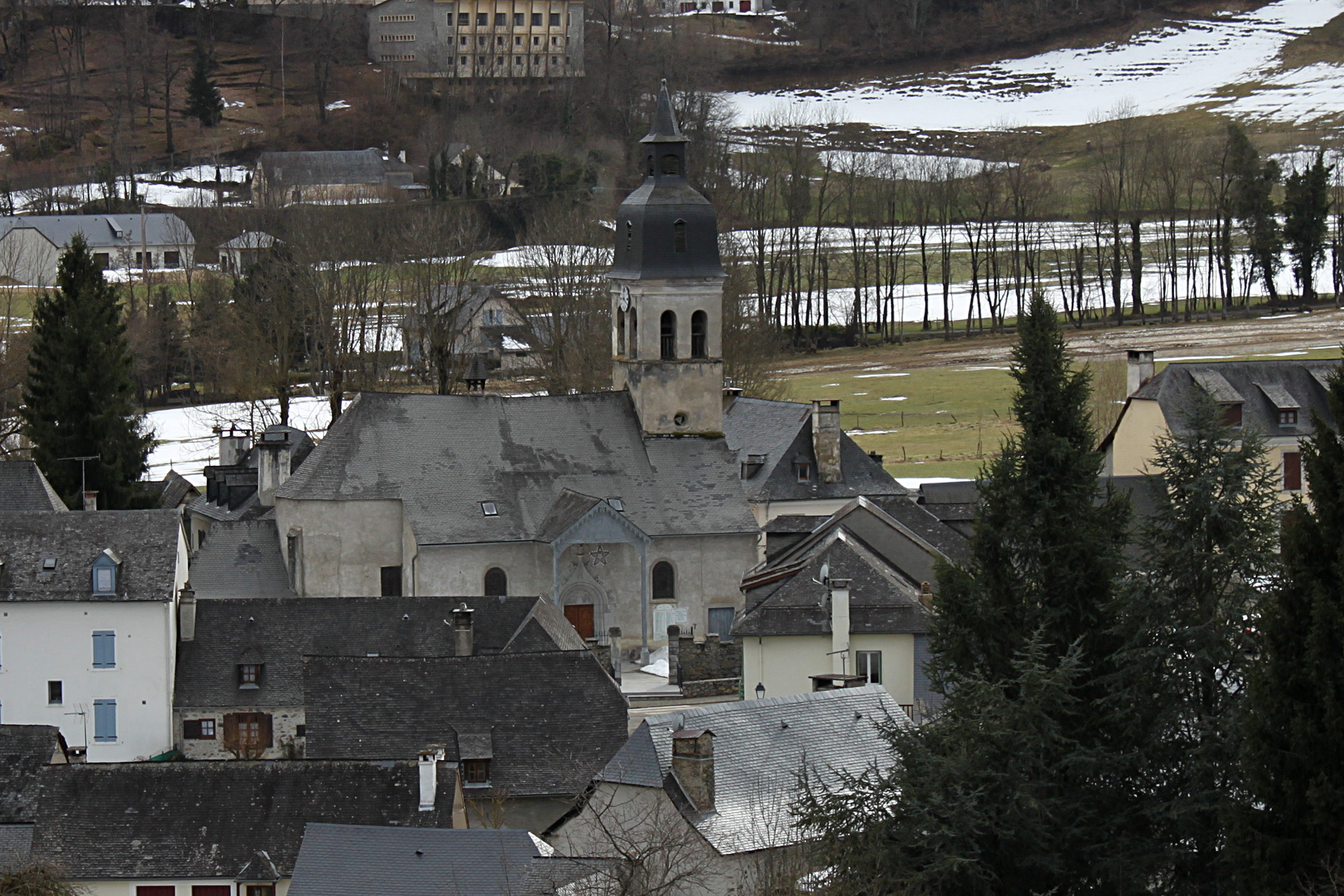
Kirche Saint-Pierre in Arrens
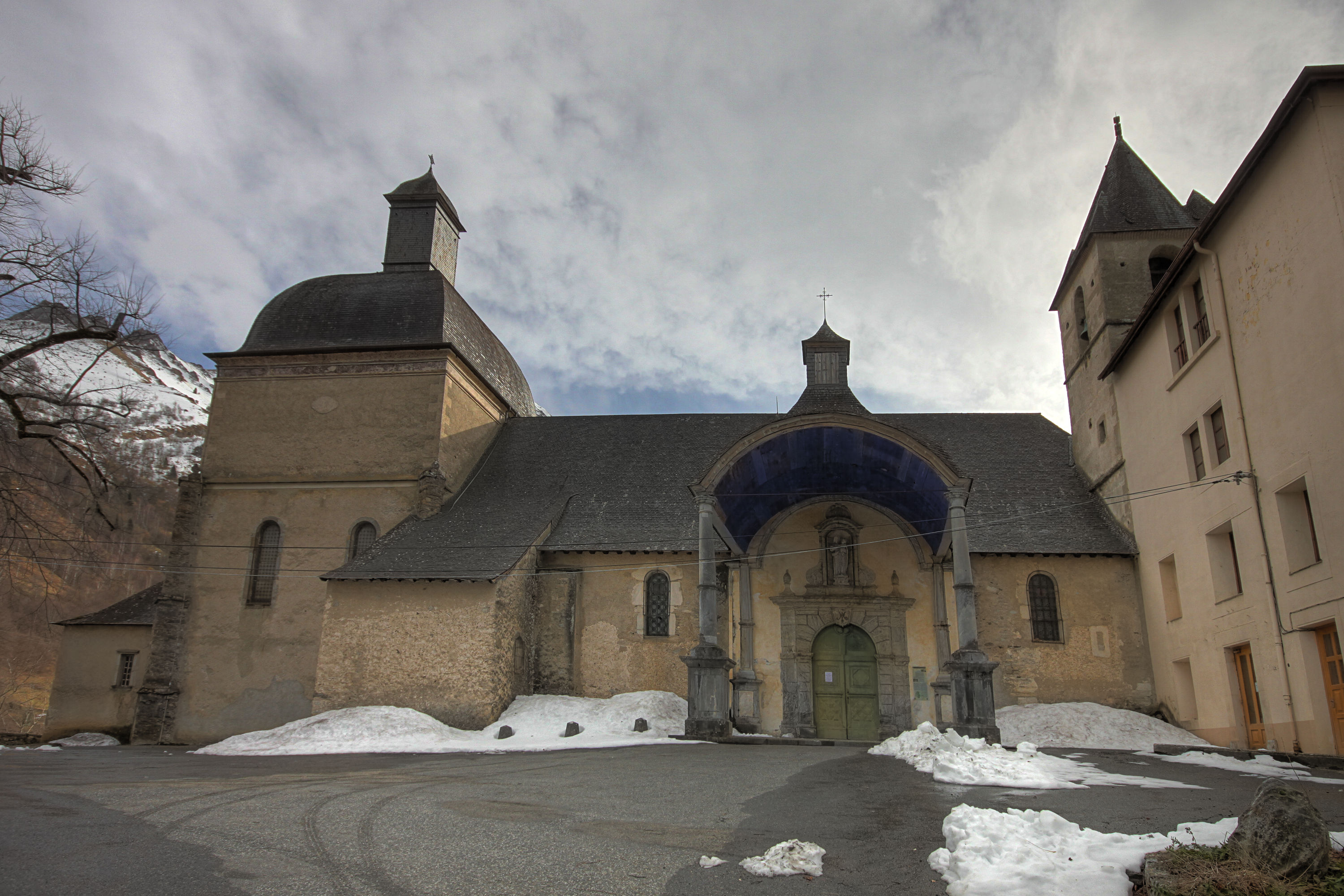
Kapelle Notre-Dame
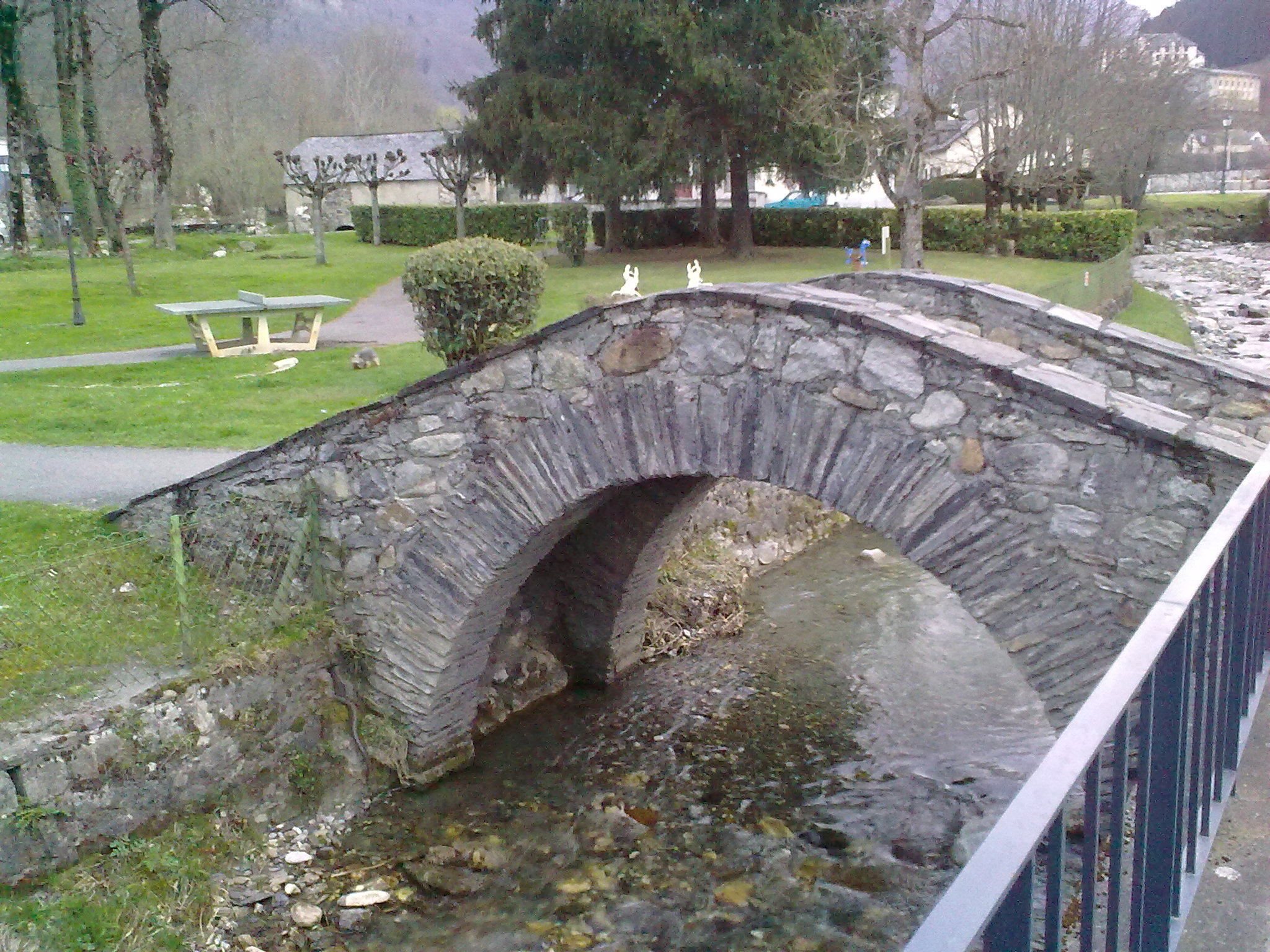
Brücke in Arrens
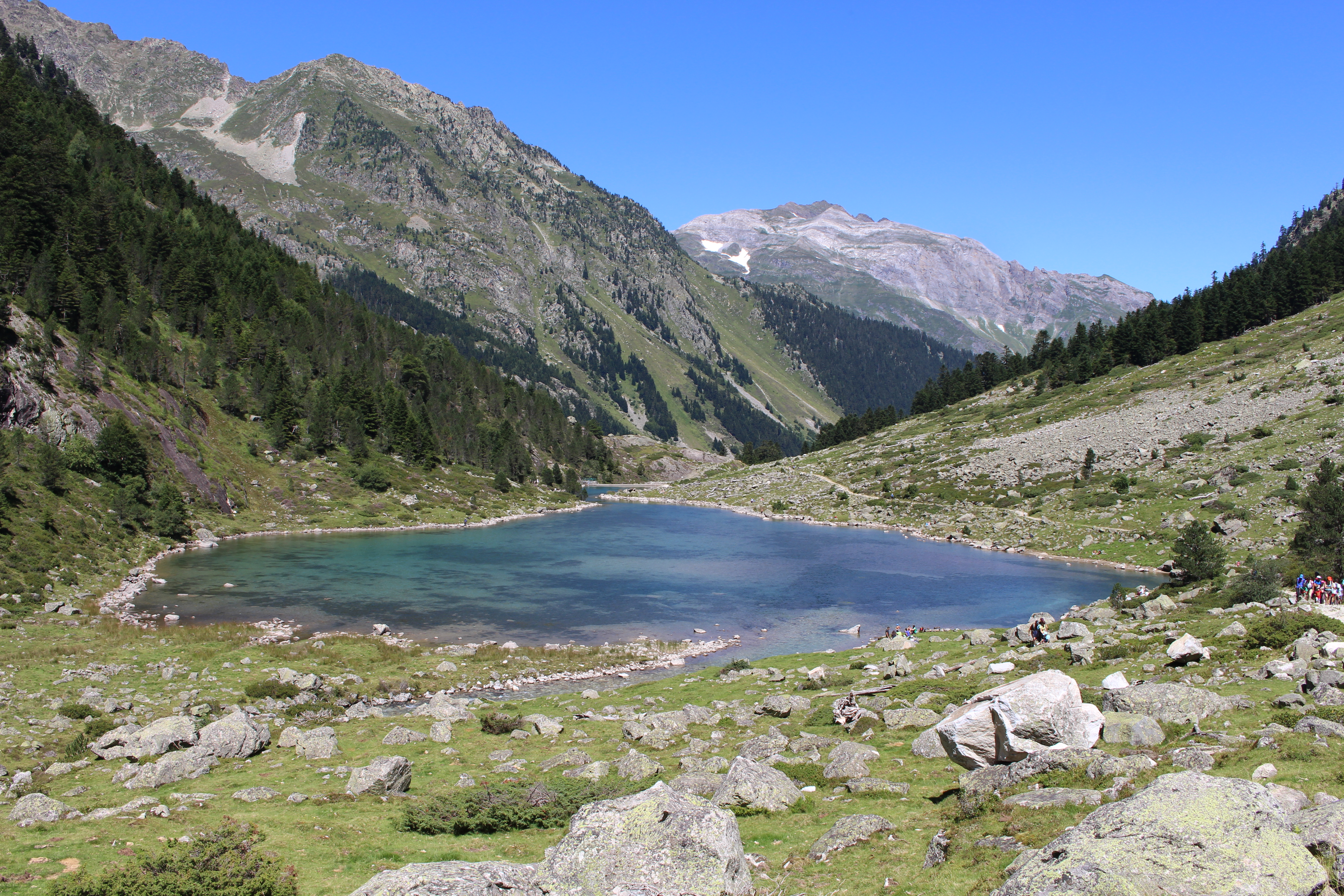
Bergsee Lac de Suyen

## Persönlichkeiten
- Jean-François Calot (1861–1944), französischer Orthopäde
- Michel Camélat (1871–1962), französischer Schriftsteller